# Pewsham
Pewsham är en ort i civil parish Chippenham, i distriktet Wiltshire, i grevskapet Wiltshire, i England. Ward hade 4 634 invånare år 2011. Pewsham var en civil parish från 1858 till 1984 då den blev en del av Bremhill, Calne Without och Chippenham. Civil parish hade 1 332 invånare år 1971.